# ماري هوبر (موزعة)
ماري هوبر (بالإنجليزية: Mary Hopper)‏ هي موزعة أمريكية، ولدت في 4 أكتوبر 1951.